# Motta di San Lorenzo
Bei der Motta di San Lorenzo, in der Literatur häufig Isola di S. Lorenzo di Ammiana, handelt es sich um eine kleine Insel in der nördlichen Lagune von Venedig. Sie hat eine Fläche von 4.324 m² oder etwas mehr als 0,43 ha und liegt gegenüber von Santa Cristina, unweit von der ähnlich großen Insel Motta dei Cunicci nördlich von Torcello. Motta könnte man mit Hügelchen oder Erhebung übersetzen. Es liegt unweit des Canale di S. Felice. Seine Besiedlung reicht wahrscheinlich bis in das 1. oder 2. Jahrhundert zurück, von 1185 bis 1439 bestand ein Kloster. Seither ist die Insel unbewohnt.

## Geschichte
Unter archäologischem Blickwinkel – mehrere Grabungskampagnen erfolgten zwischen 1968 und 1988 – stellt die Insel S. Lorenzo di Castrazio oder di Ammiana den wichtigsten Fundplatz im Norden der Lagune dar. Er liegt zwischen der Palude della Centrega, der Palude del Fondazzo und der del Tralo sowie den Überresten der Isola S. Cristina. Dabei bestand diese nur geringfügig über den Meeresspiegel ragende Fläche vom 1. bis zum 17. Jahrhundert, was in der Lagune eine Ausnahme darstellt. Von der Gesamtfläche bis zu etwa 2000 mal 1000 m ragt nur mehr ein Gebiet von 100 mal 50 m aus dem Wasser.
Bodenfunde gestatten es, vier Besiedlungsphasen zu unterscheiden, hinzu kommen einzelne etruskische Funde. In den ersten Jahrhunderten finden sich zahlreiche Artefakte römischer Provenienz, wobei im 4. bis 6. Jahrhundert die Insel in einer zweiten Phase fortschreitend aufgegeben wurde. Im 7. und 8. Jahrhundert lassen sich Verteidigungsbauwerke – etwa das in den Quellen erscheinende „castrum“ von Ammiana – nachweisen, aber auch Spuren von Bodenbebauung und Handelstätigkeit. Dabei wurde die Insel von ihren Bewohnern im 11. und 12. Jahrhundert aufgegeben. Doch wurde sie 1185 in die Hände von Benediktinerinnen gegeben, die dort bis 1439 lebten. Danach wurde sie nur noch für Bedürfnisse der Fischerei und des Gartenbaus genutzt. Endgültig aufgegeben wurde sie im 18. Jahrhundert. Früher Besitz der Padri Mechitaristi Armeni, ist die Insel heute im Besitz der Swarovski.
Gesichert ist, dass die Insel, zusammen mit Santa Cristina, San Andrea und San Felice, Teil der spätantik-frühmittelalterlichen Stadt Ammiana war. Das Hochwasser von 1966 zerstörte viele der an der Wasseroberfläche erkennbaren Überreste. Die Motta di San Lorenzo ist der letzte Rest der Insel Caltrazio und wurde erst sehr viel später nach der Kirche San Lorenzo benannt.
Archäologische Untersuchungen in den 1980er Jahren förderten Spuren einer römischen Villa aus dem 3. Jahrhundert zu Tage, ebenso wie einer byzantinischen Befestigungsanlage, die bis dahin nur aus Quellenangaben bekannt war. Die quadratische Anlage bestand aus zwei Türmen, die durch eine über sechzig Meter lange Mauer verbunden waren. Kaiser Konstantin VII. (913–959) bezeichnete sie als kastron. Allerdings scheint die Datierung unsicher zu sein, nachdem Nachgrabungen zwanzig Jahre später neue Hinweise erbrachten. Überreste von Begräbnissen finden sich ab dem 6. Jahrhundert. Ein Gebäude des 1. bis 2. Jahrhunderts fiel in der 2. Hälfte des 3. Jahrhunderts einem Feuer zum Opfer, sein Nachfolger war von erheblich bescheideneren Maßen und Ausstattungen. Dort fand sich auch eine Münze Kaiser Aurelians, dann Kupfermünzen des frühen 4. Jahrhunderts, darunter eine des Maxentius aus der Zeit zwischen 307 und 310, sowie vier Kupfermünzen aus der Zeit Konstantins, die in die Jahre 330 bis 335 gehören. Allein auf der heutigen Inseln fanden sich zwei große bauliche Strukturen, drei Türme und ein castellum. Der Turm Pellaria, heute nordwestlich der Insel, geht anscheinend auf die Aktivitäten der Ungarn gegen Ende des 9. Jahrhunderts zurück, die versuchten, mit Booten in die Lagune einzudringen.
Für das späte 6. Jahrhundert, als die Langobarden große Teile Oberitaliens erobert hatten, fanden sich Spuren einer wachsenden Bevölkerung, obwohl durch den Anstieg des Wasserspiegels die Besiedlung schwieriger wurde. In byzantinischer Zeit erfolgte eine militärische Neuorganisation und ein Castellum entstand, worin die Kirche S. Lorenzo eingeschlossen wurde. Eine befestigte Brücke verband das Castellum mit dem am dichtesten bevölkerten Teil der Insel, der sich im Norden befand. Die Insel erhielt bald den Namen San Lorenzo di Castrazio, ein Name, der bis ins 20. Jahrhundert Bestand hatte – eine Ausnahme in der Lagune. Von der Kirche hingen, wie ein Dokument vom Januar 1185 erweist, die Kapellen S. Marco, SS. Apostoli und S. Angelo ab, die sich in den Horti di Ammiana befanden, dazu das Cenobio di S. Andrea in Ammianella. Ein nur elf Jahre jüngeres Dokument erweist den schnellen Niedergang, denn die 1185 erwähnten Mühlen waren bereits Ruinen.
1185 entstand ein Kloster für Benediktinerinnen im Nordwesten der Insel, wenn eine Kapelle auch schon früher greifbar ist. Von dem Kloster San Lorenzo fand man nur noch Überreste der Fundamente. Die Errichtung mehrerer Klöster um 1200 war, so wird vermutet, ein Versuch, die Entvölkerung der nördlichen Lagune zu bremsen. Auch die Motta di San Lorenzo war wahrscheinlich vor Errichtung des Klosters unbewohnt. Solche Versuche der Wiederbelebung finden sich auch auf anderen Inseln. Darüber hinaus fanden die Orden dort genügend Platz und vorbereitete Bodenstrukturen, um dort ein Leben gewährleisten zu können. Dabei wurden sicherlich Gärten angelegt und neben dem eigentlichen Kloster entstanden Wirtschaftsgebäude. 1439 verließen die Nonnen das Inselchen, wie ein Dokument vom 6. Oktober dieses Jahres erweist, mit dem sie die Aufnahme in das Kloster S. Maria degli Angeli di Murano bestimmten. Das Kloster, das das Archiv der Nonnen übernommen hat, wurde wiederum 1810 unter Napoleon aufgelöst. Die Archivalien gingen nach San Provolo in das Archiv der öffentlichen Verwaltung. Erst 1822 gelangten sie in das spätere Staatsarchiv.
Nebenbei ergaben die Grabungen, dass die Insel zwischen den Grabungen um 1985 und denen um 2007 erheblich geschrumpft war, ein Vorgang, der offenbar schon länger anhält.